# Малевичи (Гомельская область)
Малевичи (бел. Малевічы) — агрогородок и железнодорожная платформа (на линии Бобруйск — Жлобин) в Жлобинского района Гомельской области Белоруссии. Административный центр Малевичского сельсовета.
Около деревни есть месторождение глины.

## География

### Расположение
В 7 км на северо-запад от Жлобина, 94 км от Гомеля. Расположен остановочный пункт Малевичи.

## Гидрография
На востоке мелиоративные каналы.

## Транспортная сеть
Транспортные связи по просёлочной, а затем автомобильной дороге Бобруйск — Гомель. Планировка состоит из двух прямолинейных, меридиональных, плотно застроенных улиц, к которым присоединяются две короткие прямолинейные улицы. Застройка двусторонняя, деревянная, усадебного типа.

## История
По письменным источникам известна с XVI века как деревня в Речицком повете Минского воеводства Великого княжества Литовского. С 1792 года действовала Воздвиженская церковь. После 2-го раздела Речи Посполитой (1793 год) в составе Российской империи. Согласно ревизии 1816 года владение помещика Жуковского, в Рогачёвском уезде Могилёвской губернии. Хозяин фольварка владел в 1869 году 3746 десятинами земли, 2 трактирами, водяной мельницей, круподробилкой и сукновальней. С 1872 года действовало народное училище (в 1889 году 36 учеников). С вводом в эксплуатацию, в ноябре 1873 года, железной дороги Осиповичи — Гомель начал действовать разъезд, а с 1964 года железнодорожная станция. В 1886 году ветряная мельница, в Луковской волости. Согласно переписи 1897 года находились хлебозапасный магазин, круподробилка, питейный дом. В 1909 году 787 десятин земли, в фольварке 3890 десятин земли. При школе с 1911 года работала библиотека.
С 20 августа 1924 года центр Малевичского сельсовета Жлобинского района Бобруйского (до 26 июля 1930 года) округа, с 20 февраля 1938 года Гомельской области. В 1929 году организован колхоз «Красный партизан», работали ветряная мельница и кузница. Во время Великой Отечественной войны в сентябре 1943 года оккупанты сожгли деревню и убили 56 жителей. В боях около деревни в июне 1944 года погибли 45 советских солдат (похоронены в братской могиле в центре). 143 жителя погибли на фронте. В 1962 году к деревне присоединён соседний посёлок Загородье, в 1966 году — посёлок Заводное и деревня Корма. Центр совхоза имени В. И. Козлова. Работают отделение связи, средняя школа, библиотека, фельдшерско-акушерский пункт, детский сад, магазин.
В состав Малевичского сельсовета входили (в настоящее время не существующие): до 1962 года деревня Жальвинка, посёлки Заградье, Новый Александров, до 1966 года деревня Корма, посёлок Придорожье.

## Население

### Численность
- 2004 год — 286 хозяйств, 698 жителей.

### Динамика
- 1816 год — 34 двора.
- 1848 год — 39 дворов.
- 1886 год — 52 двора, 300 жителей.
- 1897 год — 93 двора, 618 жителей (согласно переписи).
- 1909 год — 106 дворов 636 жителей, в фольварке — 14 жителей.
- 1940 год — 192 двора, 768 жителей.
- 1959 год — 345 жителей (согласно переписи).
- 2004 год — 286 хозяйств, 698 жителей.

## Культура
- Дом культуры
- Музей ГУО «Малевичская средняя школа Жлобинского района»

## Достопримечательность
- Памятник, установленный в 1959 году на братской могиле, в которой захоронено 23 советских воина.

## Известные уроженцы
- В. И. Козлов[1] (18.2.1903 — 1967) — Герой Советского Союза, 1-й секретарь Минского горкома и обкома КП(б)Б. С 1946 года депутат Верховного Совета СССР. С января 1948 председатель Президиума Верховного Совета БССР и заместитель председателя Президиума Верховного Совета СССР. Одион из организаторов и руководителей партизанского движения в Беларуси в Великую Отечественную войну, генерал-майор. Его именем названы улицы в Минске, Солигорске, Жлобине.